# Auguste Ernest d'Aboville
Auguste Ernest burggraaf d'Aboville (Parijs, 4 december 1819 - Brouay, 1 september 1902) was een Frans politicus ten tijde van het Tweede Franse Keizerrijk en de Derde Franse Republiek. Hij is een lid van de familie D'Aboville.

## Biografie
d'Aboville, die de titel van burggraaf droeg, studeerde onder andere aan de École polytechnique van Parijs (1939). Hij diende kort als luitenant in het eerste regiment van de artillerie, maar trad snel terug uit het leger om zich te vestigen in het dorpje Rouville in het departement Loiret, waar hij zich toelegde op de lokale landbouweconomie.
Ten tijde van het Tweede Franse Keizerrijk was hij burgemeester van het dorp Glux-en-Glenne (1858-1861). Ten tijde van de Derde Franse Republiek was hij volksvertegenwoordiger voor zijn departement Loiret (1871-1876). Nadien was hij in 1876 kandidaat-senator, maar geraakte niet verkozen.
d'Aboville was gehuwd met Noémie Bertrand de Rivière. Samen hadden ze zes kinderen. Hij was de schoonvader van de legitimistische journalist Arthur de Boissieu.